# Зоряні собаки: Білка та Стрілка
«Зоряні собаки: Білка та Стрілка» (рос. Белка и Стрелка. Звёздные собаки) — російський комп'ютерний анімаційний фільм 2010 року. Бюджет стрічки — 4 млн євро.
Фільм вперше вийшов у прокат у Росії та України 18 березня 2010 року.

## Сюжет
«Космічні собаки» засновані на правдивій історії про Белку та Стрілку, двох собак, відправлених у космос Радянським Союзом у 1960-х. У цьому веселому фільмі ми бачимо, як циркова собака Белка випадково приземляється на вулиці Москви під час невдалого акту зі своєю каскадерською ракетою. Там вона знайомиться з бродячою собакою Стрелкою, яка разом із нерозлучною подругою-щуром Венєю незабаром знайомить її з околицями. Але не пройде багато часу, перш ніж трьох виберуть з вулиці, щоб приєднатися до навчальної програми космічної місії. Перш ніж вони зрозуміють, що відбувається, їх розстрілюють у космос! Далі йде божевільна і весела пригода в космосі. Чи вдасться їм безпечно повернутися на Землю?